# توشییا هوسوه
توشییا هوسوه (انگلیسی: Toshiya Hosoe؛ زادهٔ ۸ ژوئن ۱۹۹۱) بازیکن فوتبال است.